# Lijst van kardinalen in België
Dit is een lijst van de kardinalen in België. Ook worden er enkele kardinalen weergegeven die van oorsprong niet Belgisch zijn (dat wil zeggen: het tegenwoordige België), maar er wel lange tijd bleven.  Jozef De Kesel, aartsbisschop van Mechelen-Brussel is de huidige kardinaal voor België daarnaast is Dominique Mathieu kardinaal gevestigd in Teheran.

## Lijst
| Portret | Creatie           | Rang                                | Naam                              | Titeldiakonie/ Titelkerk                       | Leven     | Nationaliteit          |
| ------- | ----------------- | ----------------------------------- | --------------------------------- | ---------------------------------------------- | --------- | ---------------------- |
|         | mei 1192          |                                     | Albert van Leuven                 | onbekend                                       | 1166-1192 | Hertogdom Brabant      |
|         | 1195              |                                     | Simon van Limburg                 | onbekend                                       | 1177-1196 | Hertogdom Limburg      |
|         | 9 augustus 1520   |                                     | Everhard van der Marck            | San Crisogono                                  | 1472-1538 | Frankrijk              |
|         | 26 februari 1561  | kardinaal-priester                  | Antoine Perrenot de Granvelle *   | San Bartolomeo all'Isola                       | 1517-1586 | Frankrijk              |
|         | 21 februari 1578  |                                     | Gerard van Groesbeek              | onbekend                                       | 1517-1582 | Zuidelijke Nederlanden |
|         | 29 november 1719  | kardinaal-priester                  | Thomas d'Alsace-Boussut *         | Laurentii in Lucina                            | 1679-1759 | Zuidelijke Nederlanden |
|         | 1 juni 1778       | kardinaal-priester                  | Johann Heinrich von Frankenberg * | geen                                           | 1726-1804 | Duitsland              |
|         | 13 september 1838 | kardinaal-priester                  | Engelbertus Sterckx *             | San Bartolomeo all'Isola                       | 1792-1867 | België                 |
|         | 15 maart 1875     | kardinaal-priester                  | Victor Augustus Dechamps *        | San Bernardo alle Terme                        | 1810-1883 | België                 |
|         | 24 mei 1889       | kardinaal-priester                  | Pierre-Lambert Goossens *         | Santa Croce in Gerusalemme                     | 1827-1906 | België                 |
|         | 15 april 1907     | kardinaal-priester                  | Désiré-Joseph Mercier *           | San Pietro in Vincoli                          | 1851-1926 | België                 |
|         | 20 juni 1927      | kardinaal-priester                  | Jozef Van Roey *                  | Santa Maria in Aracoeli                        | 1874-1961 | België                 |
|         | 19 maart 1962     | kardinaal-priester                  | Leo Suenens *                     | San Pietro in Vincoli                          | 1904-1996 | België                 |
|         | 22 februari 1965  | kardinaal-diaken                    | Jozef Cardijn                     | San Michele Arcangelo                          | 1882-1967 | België                 |
|         | 26 juni 1967      | kardinaal-priester                  | Maximilien de Furstenberg         | Sacro Cuore di Gesù a Castro Pretorio          | 1904-1988 | België                 |
|         | 2 februari 1983   | kardinaal-priester                  | Godfried Danneels *               | Santa Anastasia                                | 1933-2019 | België                 |
|         | 25 mei 1985       | kardinaal-diaken kardinaal-priester | Jean Jérôme Hamer                 | San Saba (pro hac vice)                        | 1916-1996 | België                 |
|         | 26 november 1994  | kardinaal-diaken                    | Jan Schotte                       | San Giuliano dei Fiamminghi                    | 1928-2005 | België                 |
|         | 21 oktober 2003   | kardinaal-diaken                    | Gustaaf Joos                      | Santi Pietro Damian ai Monti da Santi Pauli    | 1923-2004 | België                 |
|         | 18 februari 2012  | kardinaal-diaken                    | Julien Ries                       | San Antonio di Padova a Circonvallazione Appia | 1920-2013 | België                 |
|         | 19 november 2016  | kardinaal-priester                  | Jozef De Kesel *                  | Santi Giovanni e Paolo                         | 1947 -    | België                 |
|         | 7 december 2024   | kardinaal-priester                  | Dominique Mathieu                 | Santa Giovanna Antida Thouret                  | 1963 -    | België                 |

## Lijst per aantal
Deze lijst geeft een overzicht van de kardinalen in tijdsperioden. Het Belgische record staat op vier kardinalen en werd tweemaal behaald; eenmaal tussen 1985 en 1988 en eenmaal tussen 1994 en 1996.
| Periode   | Aantal | Namen                                                                          |
| --------- | ------ | ------------------------------------------------------------------------------ |
| 1520-1538 | 1      | Everhard van der Marck                                                         |
| 1538-1561 | 0      | 23 jaar geen kardinaal                                                         |
| 1561-1586 | 1      | Antoine Perrenot de Granvelle                                                  |
| 1578-1582 | 2      | Antoine Perrenot de Granvelle en Gerard van Groesbeek                          |
| 1582-1586 | 1      | Antoine Perrenot de Granvelle                                                  |
| 1586-1719 | 0      | 133 jaar geen kardinaal                                                        |
| 1719-1759 | 1      | Thomas d'Alsace-Boussut                                                        |
| 1759-1778 | 0      | 19 jaar geen kardinaal                                                         |
| 1778-1804 | 1      | Joannes Henricus van Frankenberg                                               |
| 1804-1838 | 0      | 34 jaar geen kardinaal                                                         |
| 1838-1867 | 1      | Engelbertus Sterckx                                                            |
| 1867-1875 | 0      | 8 jaar geen kardinaal                                                          |
| 1875-1883 | 1      | Victor Augustus Dechamps                                                       |
| 1883-1889 | 0      | 6 jaar geen kardinaal                                                          |
| 1889-1906 | 1      | Pierre-Lambert Goossens                                                        |
| 1907-1926 | 1      | Désiré-Joseph Mercier                                                          |
| 1927-1961 | 1      | Jozef Van Roey                                                                 |
| 1962-1965 | 1      | Leo Suenens                                                                    |
| 1965-1967 | 2      | Leo Suenens en Jozef Cardijn                                                   |
| 1967-1967 | 3      | Leo Suenens, Jozef Cardijn en Maximilien de Furstenberg                        |
| 1967-1983 | 2      | Leo Suenens en Maximilien de Furstenberg                                       |
| 1983-1985 | 3      | Leo Suenens, Maximilien de Furstenberg en Godfried Danneels                    |
| 1985-1988 | 4      | Leo Suenens, Maximilien de Furstenberg, Godfried Danneels en Jean Jérôme Hamer |
| 1988-1994 | 3      | Leo Suenens, Godfried Danneels en Jean Jérôme Hamer                            |
| 1994-1996 | 4      | Leo Suenens, Godfried Danneels en Jean Jérôme Hamer en Jan Schotte             |
| 1996-1996 | 3      | Godfried Danneels, Jean Jérôme Hamer en Jan Schotte                            |
| 1996-2003 | 2      | Godfried Danneels en Jan Schotte                                               |
| 2003-2004 | 3      | Godfried Danneels, Jan Schotte en Gustaaf Joos                                 |
| 2004-2005 | 2      | Godfried Danneels en Jan Schotte                                               |
| 2005-2012 | 1      | Godfried Danneels                                                              |
| 2012-2013 | 2      | Godfried Danneels en Julien Ries                                               |
| 2013-2016 | 1      | Godfried Danneels                                                              |
| 2016-2019 | 2      | Godfried Danneels en Jozef De Kesel                                            |
| 2019-2024 | 1      | Jozef De Kesel                                                                 |
| 2024-     | 2      | Jozef De Kesel en Dominique Mathieu                                            |